# Felgyő
Felgyő je vas na Madžarskem, ki upravno spada pod podregijo Csongrádi Županije Csongrád.